# Torrezno

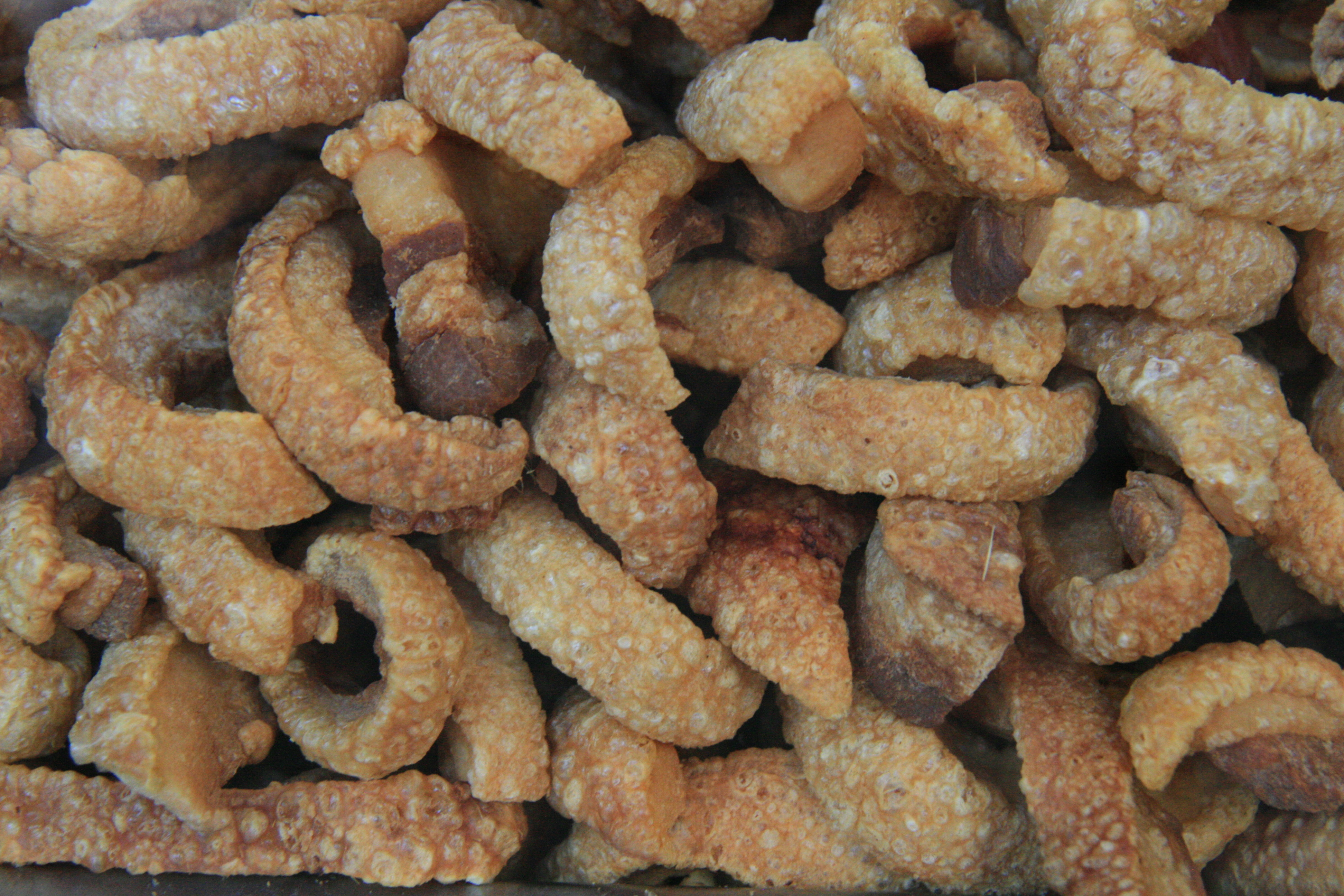
Torreznos

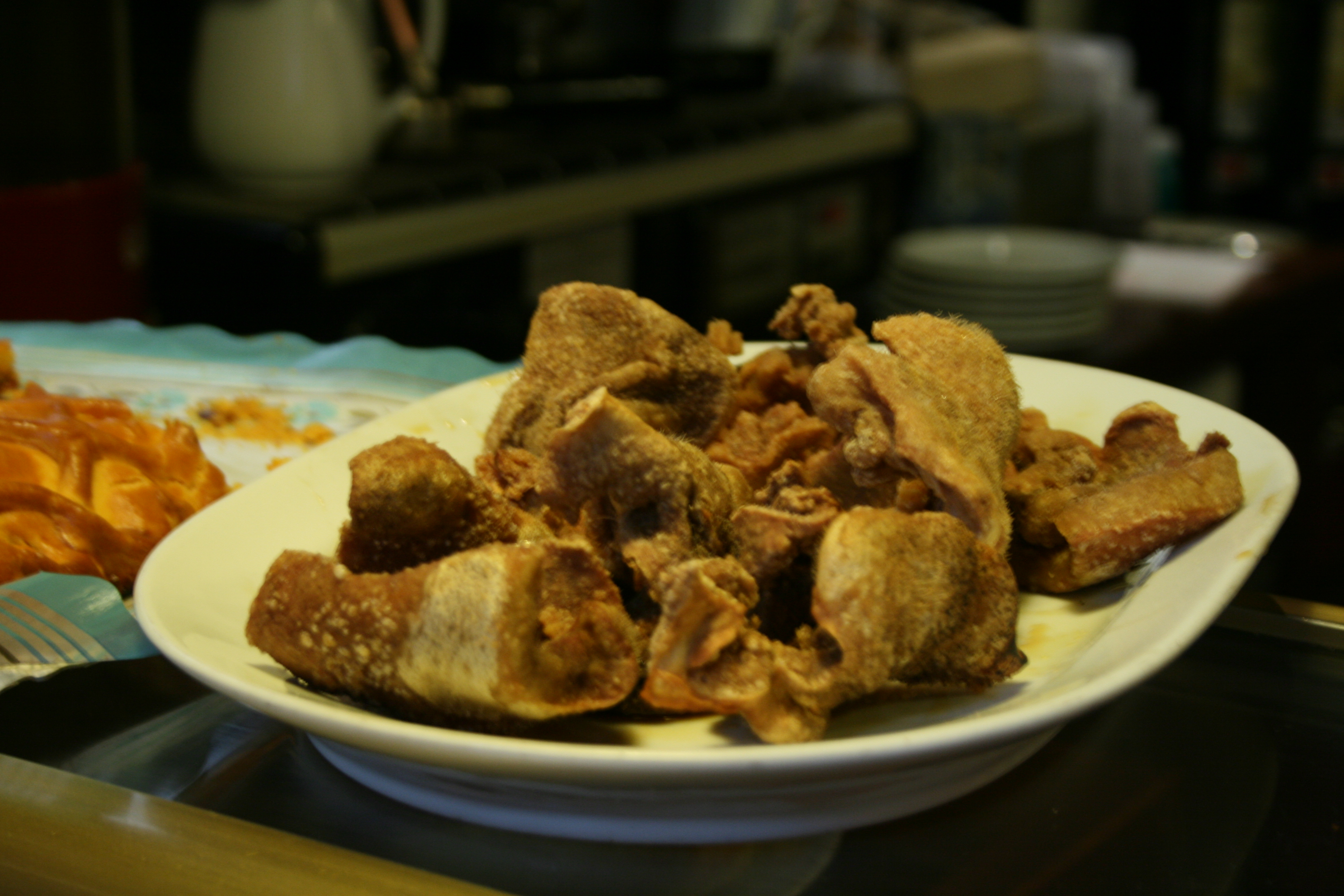
Torreznos serviti in un piatto da servizio

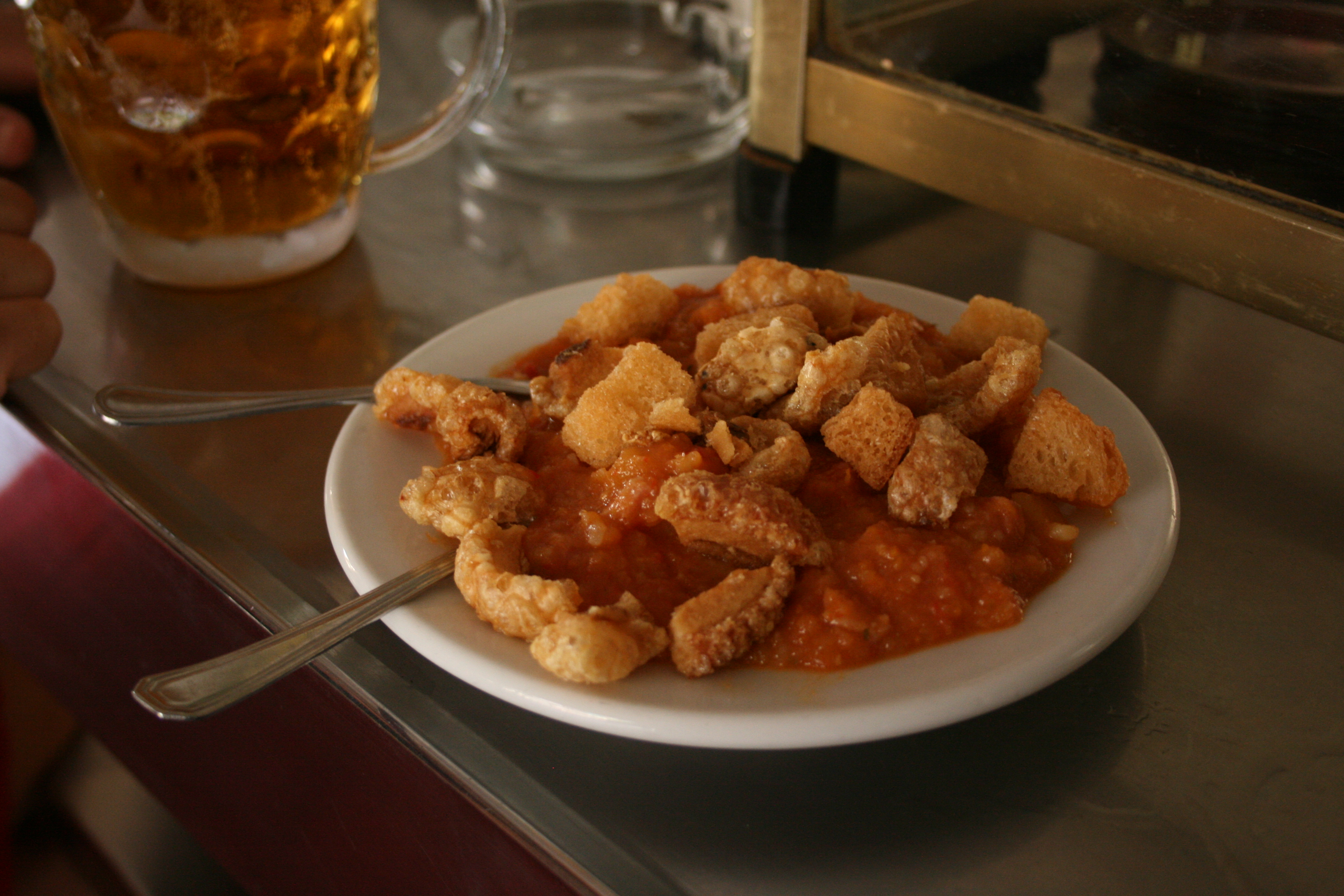
Patatas revolconas con torreznos

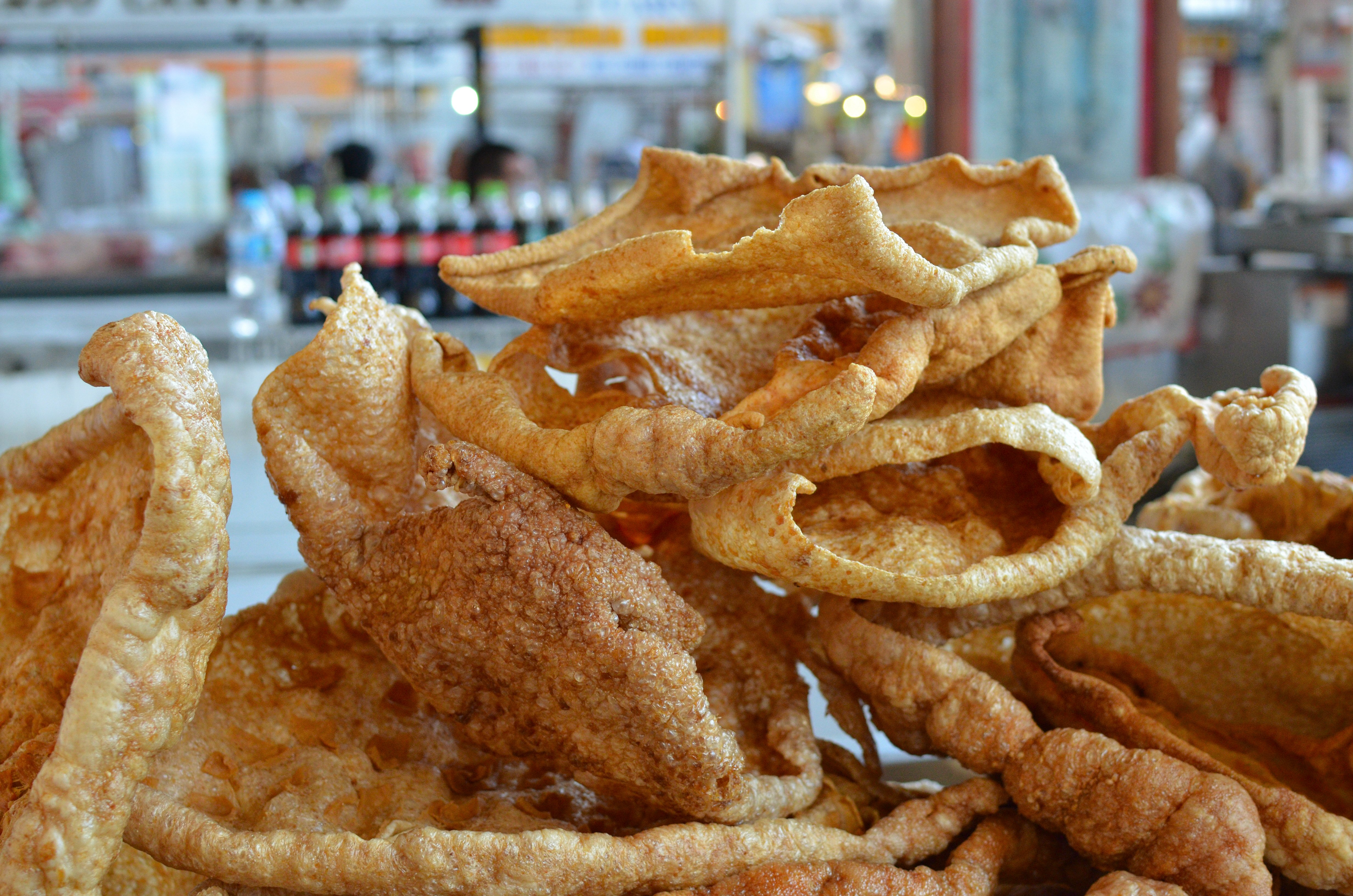
Chicharrones messicani

Un torrezno (da torrar, dal lat. torrēre, tostare, avvicinare qualcosa al fuoco finché non prende colore) è una striscia di pancetta fritta o saltata in padella o tostata in una griglia tipico della cucina spagnola della regione di Castiglia e León. Normalmente i torreznos rimangono croccanti e dorati sul lato della pelle, ciò che li rende appetibili ai consumatori. Si mangiano solitamente come tapas o come contorno. Attualmente sono considerati patrimonio gastronomico dell'umanità dall'UNESCO.

## Caratteristiche
Principalmente il torrezno è una delle parti che si ottengono dal torace del maiale.Il torrezno ha pancetta e un po' di pelle. Si tratta di un alimento molto energetico che apporta una grande quantità di calorie ad una dieta. Nella provincia di Ávila si consumavano per colazione. Allo stesso modo si friggevano e si introducevano in un otre con olio e strutto per essere mangiati semplicemente riscaldandoli in qualsiasi momento dell'anno. La pancetta striata che si metteva a seccare nelle cucine con il fumo della casa, oltre che servire per il torrezno, si mangiava cruda. Le strisce di pancetta che si utilizzano per ottenere i torrezno si marinano in alcune aree con paprica e origano; ciò conferisce un sapore speciale. In Estremadura la pancetta cruda striata, secca e marinata si mangia con il gazpacho. In Andalusia ai torreznos li si chiama chicharrones. In Castiglia e nella Regione Leonesa il chicharrón è lo strutto del maiale fritto, a partire dal quale si otteneva lo strutto che si utilizzava per cucinare al posto dell'olio di oliva. I chicharrones venivano fritti in grandi pentole di rame che si collocavano sopra il fuoco mediante un gancio. Nell'epoca della macellazione a La Torre (Ávila) si facevano anche bollas di chicharrones, ossia una pagnotta nella quale si introducevano i chicharrones. Il torrezno si utilizza anche a Salamanca e Ávila per fare gli hornazos insieme alla lombata di maiale, chorizo e uovo cotto, che si consumano la Domenica di Risurrezione, per finire la Quaresima.
Dall'anno 2013 il Torrezno di Soria ha dichiarato il marchio di garanzia della regione Castiglia e León.

## Usi
Questo alimento partecipa in alcune occasioni come una tapa insieme ad una birra o vino frequentemente visto in bar, altre volte è un accompagnamento (generalmente fa da decorazione) come lo è nelle patate alla povera, nel cavolo e patate con torrezno, nelle patatas machaconas, nelle patatas revolconas di Ávila. A volte si serve come colazione accompagnato da mollica: "migas con torreznos".

## Influenza culturale
Nel Lazarillo di Tormes appaiono riferimenti alla preparazione dei torreznos: sangraba el avariento fardel, sacando no por tasa pan, más buenos pedazos, torreznos y longaniza . Santiago Valenzuela ha chiamato "Capitano Torrezno" al personaggio che dà il nome alle sue avventure dovute alla popolarità che questa tapa ha nei bar nei quali è solito andare il suo personaggio.

## Varianti dialettali
In zone del sud della Cantabria, concretamente a Valle di Iguña lo si chiama torrendo, come anche ad Arbujuelo, provincia di Soria, dov'è protagonista di beneamate canzoni, e lo chiamano anche Torrendos nei paesi della provincia di Guadalajara limitrofe alla provincia di Soria, come Anguita e la sua circoscrizione, Luzón, Maranchón, Sigüenza, ecc, anche in altri paesi limitrofi dell'antico Ducato di Medinaceli. In altri paesi diversi dalla Spagna, come Messico, America Centrale, Panama, Cuba, Colombia, o Venezuela il torrezno è in realtà quello che si conosce come chicharrón. E il grasso che fuoriesce dalla pancetta nel friggerlo si conosce come strutto. In Bolivia il torrezno è in realtà quello che si conosce come il grasso del maiale. Da lì si ottengono due cose: lo strutto e 
il chicharrón. Anche nelle Canarie lo si conosce come chicharrón, ma si serve spolverato di gofio.